# 배산성지
배산성지(盃山城址)는 부산광역시 연제구 연산동에 있는 성지이다. 1972년 6월 26일 부산광역시의 기념물 제4호로 지정되었다.

## 현지 안내문
배산성지는 연제구 연산동에 위치한 배산(盃山)의 중턱과 정상부에 있는 옛 성터로, 이 지역의 옛 지명인 거칠산국(居漆山國)시대의 유적인 것으로 추측되고 있다.
『삼국사기(三國史記)』 「거도열전(居道列傳)」에 보면 신라 제4대 탈해왕 때 거도(居道)라는 장수가 거칠산국을 정벌하여 신라에 병합하고 거칠산군을 두었다고 하였다.
『삼국사기』 기록에 나타난 정확한 시대(연대)에 대해서는 고증을 필요로 하는 문제이지만, 『삼국사기』에 나타나는 시기로 본다면 배산성지가 있는 동래 지역(연제구 지역 포함)은 신라에 병합되기 전의 부족국가시대(部族國家時代, 삼국시대)였다는 사실은 추측이 가능하다.
또한 배산성지 아래 쪽 능선에는 연산동고분군(사적 제539호)이 있고, 온천천을 사이에 두고는 복천동고분군(사적 제273호)과 마주보고 있어 배산성과 복천동고분군 및 연산동고분군 사이의 관계가 주목된다.
배산성은 배산의 산허리를 돌로써 둘러쌓은 테뫼식의 산성으로 2017년 ~ 2018년 발굴조사 결과 삼국시대~통일신라시대에 축조된 것으로 추정되며, 산 정상 바로 아래는 원형 집수지 2기가 발굴되었다.
배산성지는 동래고읍성(東萊古邑城, 수영구 망미동 부산지방병무청 일원) - 동래읍성(東萊邑城, 부산광역시지정 기념물 제5호)으로 이어지는 부산(동래) 지역 치소(治所)의 변천 관계를 이해하는데 도움이 되는 유적이다.

## 명칭 유래
배산은 해발 256m로 부산에서 가장 낮은 산중 하나이다(금정산 801m, 장산634m, 황령산427m), 높이가 얼추 황령산의 반밖에 되지 않지만 부산의 도심 한가운데 허파처럼 자리한 산이다. 말 그대로 술 잔(盞) 엎어 놓은 형상을 하고 있어 '잔뫼산'이라고도 불린다

## 연구

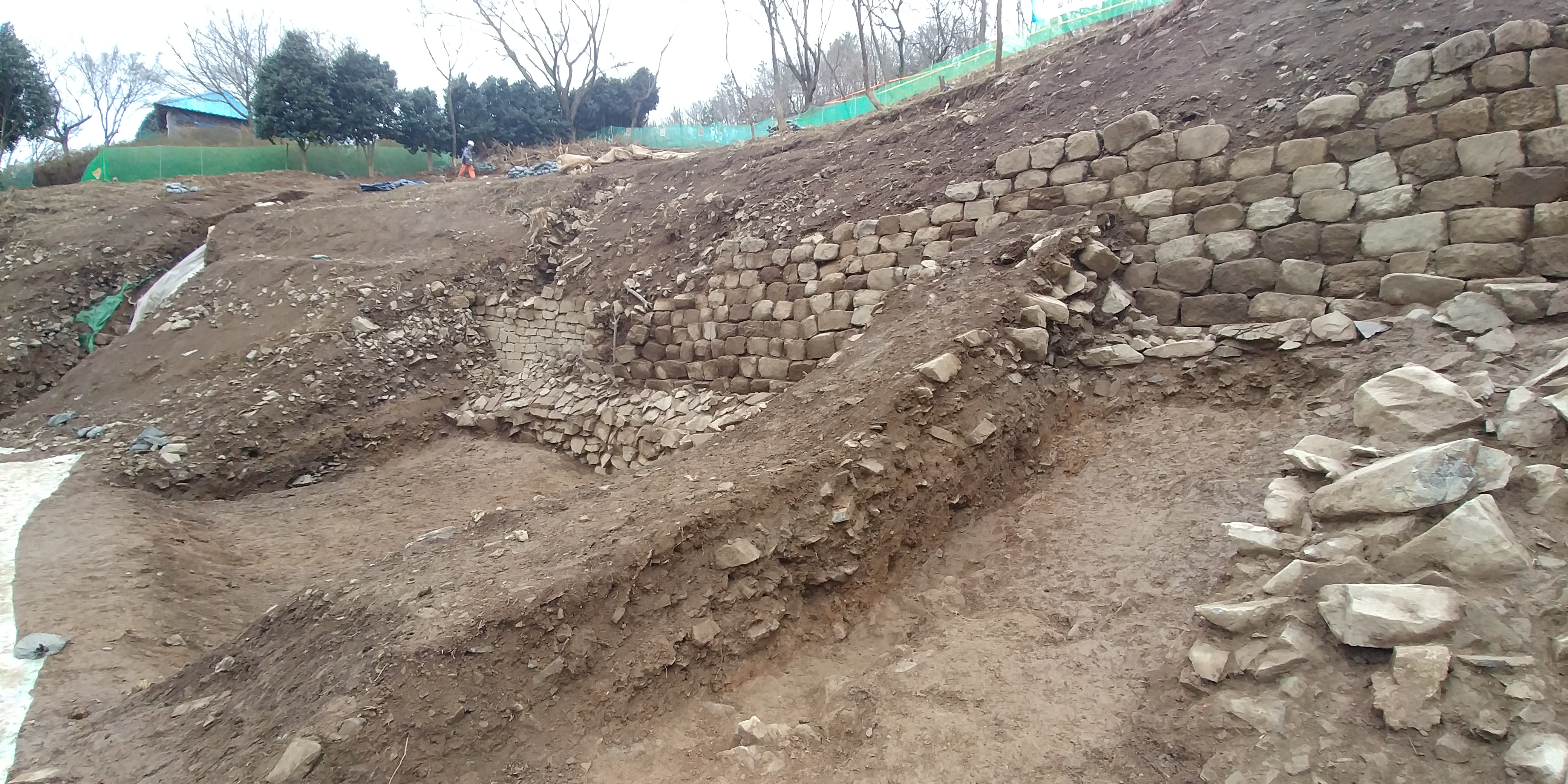
2019년 12월 진행된 배산성지 3차 발굴조사 당시 촬영된 사진

앞선 발굴조사에서 확인된 삼국시대 성벽의 서쪽으로 연장 발굴한 3차 발굴조사에서는 외벽에서 통일신라시대 축성법으로 알려진 층단식성벽(層段式城壁 성벽석을 조금씩 안으로 들여쌓아 각 단이 층이 지게 쌍는 방식)이 양호하게 확인되었다. 참고로 층단식성벽은 통일신라시대에 유행하던 축성 기법으로 좌우에는 삼국시대에 축성된 성벽과 기단보축이 위치한다.

## 출토 유물
2017년에는 영남권 최대 규모의 삼국시대 원형집수지 2기가 조사되었다. 집수지 내에서는 을해년 목간(乙亥年 木簡 555년, 615년, 675년 중 하나)과 대나무제 대형 발 등의 유적이 출토되었다.
통일신라시대 당시 축조된 성벽 바깥에서는 통일신라시대에 해당하는 토기나 기와가 중심을 이루고 있으며, 청동추나 청동합 저부편, 어망추 등 실용구들도 함께 출토되었다.
이외에도 현재까지 배산성지와 주변에서는 수 많은 기와나 토기류가 발견되고 있다.

## 참고 문헌
- 이 문서에는 다음커뮤니케이션(현 카카오)에서 GFDL 또는 CC-SA 라이선스로 배포한 글로벌 세계대백과사전의 "《배산성지》" 항목을 기초로 작성된 글이 포함되어 있습니다.

## 참고 자료
- 배산성지 - 국가유산청 국가유산포털